# 2011 en Belgique
Chronologie de la Belgique
- 2007
- 2008
- 2009
- 2010
- 2011
- 2012
- 2013
- 2014
- 2015

Cette page concerne des événements qui se sont produits durant l'année 2011 du calendrier grégorien en Belgique.

## Chronologie

### Septembre
- 15 septembre : fusion des Facultés universitaires catholiques de Mons avec l'Université catholique de Louvain. Les FUCaM s'appellent désormais UCL-Mons.

### Décembre
- 6 décembre : les membres du gouvernement fédéral présidé par Elio Di Rupo prêtent serment devant le roi Albert II. Ceci clôt la plus longue période de crise politique qu'ait connu le Royaume.
- 13 décembre : la tuerie de Liège fait 5 morts.

## Culture

### Architecture

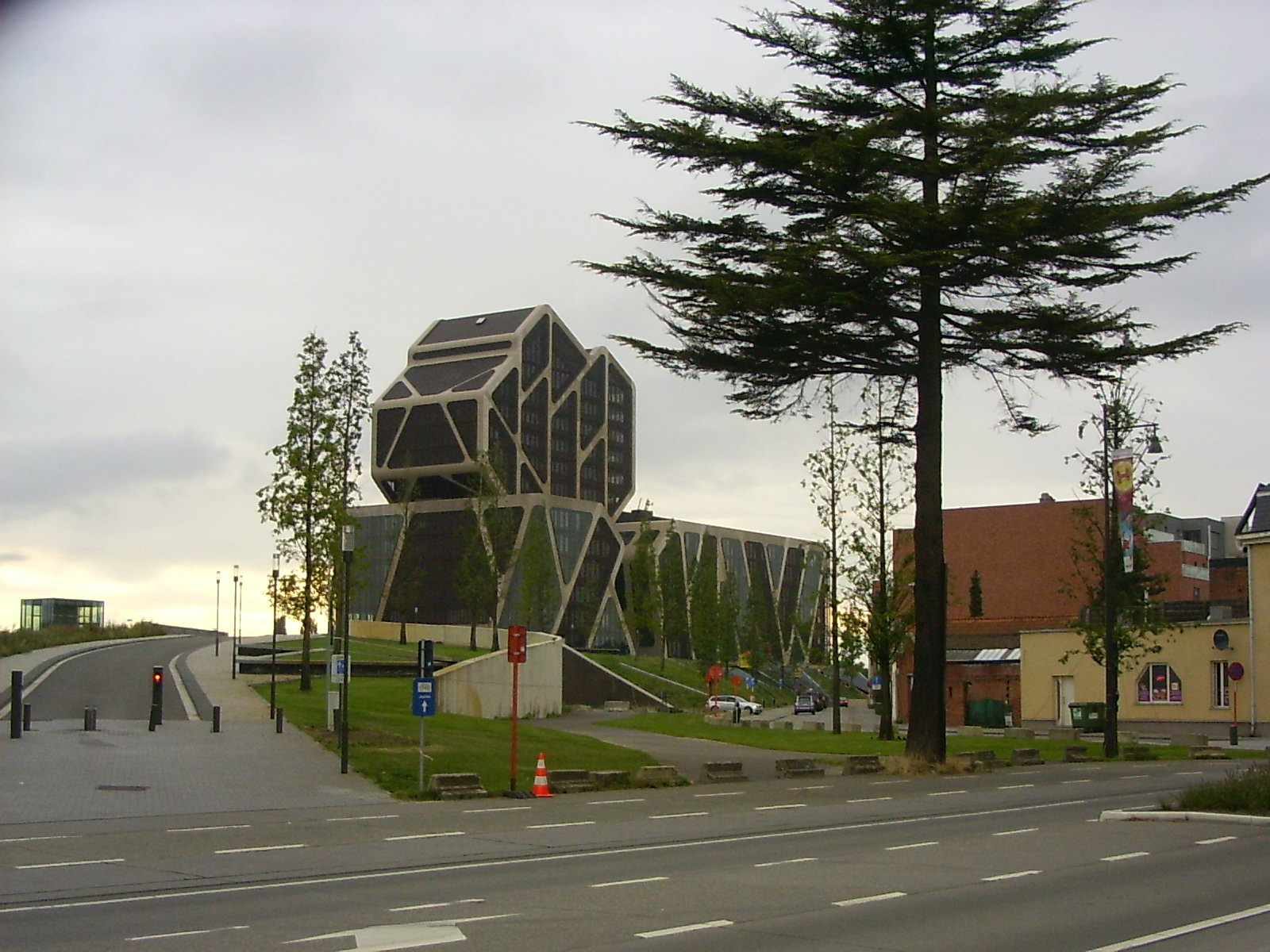
Palais de justice de Hasselt

### Cinéma
- Les Géants, de Bouli Lanners.
- Le Gamin au vélo de Luc et Jean-Pierre Dardenne, Grand prix au Festival de Cannes 2011.
- Tête de bœuf (Rundskop), de Michaël R. Roskam.

### Littérature
- Prix Rossel : Geneviève Damas, Si tu passes la rivière (Luce Wilquin).

### Musique
- Concours musical international Reine Élisabeth de Belgique 2011 (chant)

## Sciences
- Prix Francqui : Pierre Vanderhaeghen (sciences médicales, ULB).

## Décès
- 2 janvier : Émile Masson, coureur cycliste.
- 18 janvier : Marcel Marlier, illustrateur.
- 18 janvier : Paul Meyers, homme politique.
- 20 janvier : Paul Ducheyne, homme politique, avocat.
- 8 février : Marie-Rose Morel, femme politique.
- 21 février : Gilbert Mottard, homme politique.
- 9 mars : Jacky Brichant, joueur de tennis.
- 31 mars : Albert Liénard,  homme politique.
- 11 avril : La Esterella, chanteuse.
- 3 mai : Robert Brout, physicien.
- 9 mai : Wouter Weylandt,  coureur cycliste.
- 25 mai : Paul Vanhie, homme politique.
- 27 mai : Jean Peterbroeck, homme d'affaires.
- 5 juin : Ludo Martens, homme politique, historien.
- 27 juin : Thierry Martens, essayiste de langue française.
- 2 juillet : Marcel Hastir, artiste-peintre, résistant.
- 3 juillet : Len Sassaman, informaticien, hacker.
- 23 juillet : Paul Louka, auteur-compositeur-interprète, écrivain.
- 24 juillet : Jan de Vos, historien, anthropologue.
- 29 juillet : Claude Laydu, acteur, scénariste.
- 4 août : Erika Thijs, femme politique.
- 6 août : Maurice Minne, homme politique.
- 24 août : Fons Van Brandt, joueur de football.
- 11 octobre : Dieudonné Kabongo, humoriste.
- 28 octobre : Willy De Clercq, homme politique.
- 4 novembre : Emmanuel de Bethune, homme politique.
- 12 novembre : Hubert Nyssen, écrivain de langue française.
- 1er décembre : Hippolyte Van den Bosch, joueur et entraîneur de football.
- 20 décembre : Léopold Unger, journaliste.

## Statistiques
- Population totale au 1er janvier 2011 : 11 000 638 habitants[1].